# Bluefields
Bluefields é uma cidade e município da Nicarágua, situada na Região Autônoma da Costa Caribe Sul. Tem 4,775 km² de área e sua população em 2020 foi estimada em 49.909 habitantes.